# Běloskvrnáčovití
Běloskvrnáčovití (Ctenochinae) je podčeleď čeledi Přástevníkovití.
Jsou to malí až středně velcí motýli s malou hlavou s velkými předními a malými zadními křídly. Jsou to motýli s převážně denní aktivitou. Housenky jsou hustě chlupaté a mají 16 nohou, přezimují. Na světě je známo asi 2300 druhů, v Evropě asi 10, v České republice 2 druhy.